# Wangerland
Wangerland est une commune de l'arrondissement de Frise, en Basse-Saxe, Allemagne.

## Géographie
La commune se situe au nord-ouest de la Frise orientale, en bordure de la mer du Nord.

### Quartiers
| 1. Altgarmssiel 2. Förrien 3. Friederikensiel 4. Hohenkirchen | 1. Hooksiel 2. Horumersiel 3. Middoge 4. Minsen | 1. Neugarmssiel 2. Oldorf 3. Schillig 4. Tettens | 1. Waddewarden 2. Wiarden |

## Personnalités liées à la ville
- Johann Heinrich von Thünen (1783-1850), économiste né à Canarienhausen.
- Paul Hegemann (1836-1913), navigateur, y est né.